# Самсонов, Николай Георгиевич
Николай Георгиевич Самсонов (23 июля 1925, д. Антоновка, Нюрбинский улус, Якутская АССР — 28 мая 2012) — советский и российский языковед, филолог (славист, русист). Библиофил.
Участник Великой Отечественной и советско-японской войн.

## Биография
Родился в деревне Антоновка Нюрбинского района Якутской АССР в семье сельских учителей.
В 1932 году поступил в Тулагино-Кильдемскую семилетнюю школу, которую окончил с отличием.
В 1942 г. Николай Самсонов окончил среднюю школу № 8 г. Якутска и поступил в Якутский пединститут.

### Участие в Великой Отечественной войне
В мае 1943 года, будучи студентом Якутского учительского института, ушёл защищать Родину.
В составе 96-го отдельного истребительно-противотанкового батальона 7-го механизированного Краснознамённого ордена Суворова корпуса 2-го Украинского фронта рядовой Самсонов прошёл боевой путь, освобождая Румынию, Венгрию, Болгарию, Чехословакию и Австрию. Был фронтовым разведчиком, наводчиком, затем командиром противотанкового орудия. При штурме г. Брно в Чехословакии был ранен. День Победы встретил в освобождённой Праге.
Затем участвовал в войне с империалистической Японией, завершив войну на Востоке 3 сентября 1947 года в г. Порт-Артуре.
В 1946—1947 годах работал сотрудником многотиражной дивизионной газеты «Сын Родины» в районе Порт-Артура (Китай).

### После войны
Демобилизовался из армии в 1947 году. В том же году снова поступил в Якутский пединститут и окончил его с отличием в 1951 г.
Как перспективный выпускник, подающий большие надежды, был оставлен ассистентом кафедры русского языка. Николай Георгиевич 30 лет заведовал кафедрой русского языка и общего языкознания Якутского государственного университета.
С тех пор Самсонов — бессменный преподаватель сложнейших историко-лингвистических дисциплин, страстный пропагандист русского и якутского языков, борец за их чистоту и самобытность, исследователь их взаимодействия и взаимообогащения.
В 1956 г. с отличием окончил вечерний университет марксизма-ленинизма.
В 1965 году без аспирантской подготовки в г. Томске успешно защитил кандидатскую диссертацию.
В 1968 г. ему было присвоено звание доцента, а в 1978 г. — звание профессора.
Скончался 28 мая 2012 года.

## Деятельность

### Наука
Был делегатом от СССР на международных конгрессах славистов: VI — в г. Праге (1968), VII — в г. Варшаве (1973), Х — в г. Софии (1988).
Выступал с докладами и сообщениями на конференциях, симпозиумах, семинарах во многих странах мира.
Читал лекции в университетах городов Брно (Чехословакия), Сегеда (Венгрия), София (Болгария), Мюнстер и Гамбург (Германия), Блумингтон (США).

### Общественная деятельность
Был членом Головного совета России по филологии, членом Совета по русскому языку при Президенте РФ (1995—2000), членом Совета по русскому языку при Правительстве РФ (2001—2012).
Он избирался депутатом Верховного Совета ЯАССР X созыва, возглавлял комиссию по культуре, науке и образованию, работал председателем республиканского Фонда культуры.

### Журналистика
Был широко известен в Якутии как журналист, член Союза журналистов России.
В 1956 г. Самсонов совместно с С. К. Дмитриевым создали многотиражную газету «Якутский университет», Николай Георгиевич проработал в ней на общественных началах заместителем редактора 35 лет.
В 1981—1992 годах был членом редколлегии международного болгарского кирилло-мефодиевского вестника «За буквите».
За время работы журналистом им было опубликовано более 400 работ, не считая армейские статьи, которые были напечатаны в газете «Сын Родины» в 1946—1947 годах.

### Библиофил
Личная библиотека профессора Самсонова считалась одной из лучших на северо-востоке страны.
Около трёх тысяч книг из библиотеки профессора Самсонова, многие из которых имеют дарственные подписи авторов трудов по славистике из разных стран, были переданы в дар библиотеке СВФУ.
Фонд библиотеки включает труды классиков славянского языка, литературы и культуры, академические многотомные словари, библиографические указатели по языкознанию, охватывающие массив литературы с 1825—1956 гг., первоисточники по славянской письменности и литературе, а также книги по искусству и краеведению.
Как преподаватель старославянского языка Н. Г. Самсонов смог в советское время собрать коллекцию из 15 книг духовной литературы. В том числе: Библия 1879 года издания; «Книга церковных гимнов»; рукописный старообрядческий сборник, две «Священные истории Ветхого Завета: для гимназий и духовных училищ» — 1901 и 1912 годов; Служебник, датируемый предположительно первой половиной 19 века, выполненный в виде конволюта — изданий разных лет в одном переплете; Псалтири из разных веков.
После его смерти в 2012 году, согласно его воле, семья передала собрание Якутской и Ленской епархии РПЦ.

## Труды
За 60 лет опубликовал около 600 работ в СССР, России, за рубежом научного, научно-популярного, публицистического характера, 53 монографии, учебника, учебных пособия (4 из них — российские с грифами Министерства образования СССР и России), статьи.
По учебникам и учебным пособиям Самсонова Н. Г. занимаются студенты вузов Якутии, России, многих стран ближнего и дальнего зарубежья.
Своими исследованиями Н. Г. Самсонов внёс значительный вклад в филологическую науку России и Якутии.
Некоторые труды:
- Древнерусский язык: Учебное пособие для студентов исторических факультетов. — Москва: Высшая школа, 1973. — 295 с.
- Самсонов Н. Г., Самсонова Л. Н. Сборник упражнений по культуре русской речи. Учебное пособие. — Якутск: Издательство филиала БГУЭП, 2009. 7,5 п.л.
- Николай Георгиевич Самсонов — журналист с горячим сердцем / Под общей редакцией Л. Н. Цой. — Якутск: Издательство филиала БГУЭП, 2012. 14 п.л. — в книге собраны статьи Н. Г. Самсонова, опубликованные в средствах массовой информации за почти полувековой отрезок времени.
- Самсонов Н. Г. Два языка — два родника. — Якутск: НКИ «Бичик», 1993. 9,24 п.л.
- Самсонов Н. Г., Самсонова Л. Н. Говори и пиши правильно по-русски. — Якутск: НКИ «Бичик», 2006. 5,04 п.л.
- Самсонов Н. Г., Самсонова Л. Н. Культура речи — культура поведения. — Якутск: НКИ «Бичик», 2010. 8,4 п.л.
- Самсонов Н. Г., Самсонова Л. Н. Русский язык и культура речи. — Якутск: Издательство Министерства образования РС (Я), 2010. 15,25 п.л.
- Самсонов Н. Г. Словарь заимствованных слов. — Якутск: НКИ «Бичик», 2012. 7 п.л.
- Бондалетов В. Д., Самсонов Н. Г., Самсонова Л. Н. Старославянский язык. Таблицы. Тексты. Учебный словарь. — М.: Флинта. Наука, 2005. 18,1 п.л.

Некоторые статьи:
- Пушкин и иноязычная лексика, ИЛИН № 1—2 (16—17), 1999
- Истоки, ИЛИН № 5(48), 2007

## Награды и признание
Н. Г. Самсонов награждён орденами Славы 3-й степени и Отечественной войны 1-й степени (21.02.1987), медалями «За освобождение Праги», «За победу над Германией», «За победу над Японией», юбилейными медалями, имеет благодарности от Верховного Главнокомандующего, значок «Отличный разведчик».
Также награждён медалями «За доблестный труд. В ознаменование 100-летия со дня рождения В. И. Ленина», болгарской медалью «1300 лет Болгарского государства», чехословацким Почётным Знаком «За дружбу», Почётной грамотой Президиума Верховного Совета ЯАССР.
Является заслуженным деятелем науки Якутской АССР, отличником высшей школы СССР, Почётный гражданин г. Якутска.
В дни празднования 75-летия получил телеграмму от заместителя председателя Правительства РФ В. Матвиенко, где высоко оценены его заслуги в области славянской филологии.
Как известный в мире учёный профессор Самсонов Н. Г. занесён в международные справочники выдающихся учёных нашей планеты «Кто есть кто в русистике» (М. — Хельсинки, 1994) и «Славянская энциклопедия (ведущие языковеды мира)» М., 2005, а также в «Энциклопедию Якутии» (М., 2005) и «Педагогическую энциклопедию», т. III (Якутск, 2005).

### Память
Указом главы Якутии в 2013 году учреждена Премия имени профессора Николая Георгиевича Самсонова за вклад в изучение и развитие русского языка.

## Семья
Отец Самсонов Георгий Никитич (1899—1963) — известный деятель народного образования Якутии. Отличник народного просвещения, проработал в школах республики 42 года.
Мать — Самсонова Ксения Иннокентьевна (1907—1982). Заслуженный учитель Якутской АССР и отличник народного просвещения. Внесена в Книгу почёта Тулагино-Кильдемской и Нюрбинской средних школ.
Николай Самсонов самый старший в семье — три сестры и один брат.
В 1950 году женился на Кашкаровой Эрмионии Николаевне, студентке ЯПИ, впоследствии учительница средней школы № 8 г. Якутска, отличник народного образования. У них трое детей.